# Jean de Heiss
Pour les articles homonymes, voir Heiss.
Johann Heiss von Kogenheim, Jean de Heiss, seigneur de Kogenheim, est un diplomate et historien allemand né vers 1615 et mort à Paris en 1688.

## Biographie
Il fut successivement résident de l'électeur palatin à la cour de France, intendant de l'armée française en Allemagne, envoyé de Louis XIV auprès du cardinal de Fürstenberg.

## Œuvres
On lui doit le premier résumé de l'histoire d'Allemagne, sous le titre Histoire de l'Empire, contenant son origine, son progrès, ses résolutions ; la forme de son gouvernement, sa politique, ses alliances, ses négociations, et les nouveaux règlements qui ont été faits par les traités de Westphalie publiée en 1684 en deux parties :
- Johann Heiss von Kogenheim, Histoire de l'Empire, contenant son origine, son progrès, ses résolutions ; la forme de son gouvernement, sa politique, ses alliances, ses négociations, et les nouveaux règlements qui ont été faits par les traités de Westphalie, t. 1, Paris, Chez Claude Barbin, 1684, 588 p. (lire en ligne)
- t. 2, où il est parlé de l'état présent de l'Empire selon qu'il a esté changé & réglé par les traitez de Westphalie. Avec les mêmes traitez & les continuations impériales & autres pièces authentiques qui suivent tout l'ouvrage , 1684, 792 p.

Une nouvelle édition publiée avec continuations en 1731, publiée en 8 tomes et 10 volumes, est dédiée au duc du Maine, prince souverain de Dombes :
- Johann Heiss von Kogenheim et V. G. J. D. G. S. (Franz Adam Vogel Grand Juge Des Gardes Suisses du Roi) (continuation par), Histoire de l'Empire, contenant son origine ; son progrez ; ses révolutions ; la forme de son gouvernement ; Sa politique ; Ses négociations ; & nouveaux règlemens qui ont été faits par les traités de Wesphalie, & autres. Nouvelle édition, augmentée de notes historiques & politiques, & continuée jusqu'à présent., t. 1 qui comprend l'histoire des princes qui ont possédé l'empire depuis Charlemagne jusqu'à Frédéric premier, Paris, Compagnie des libraires, 1731, 532 p. (lire en ligne)
- t.2 qui contient ce qui s'est passé depuis Frédéric Premier jusqu'à Charles Cinq, 1731, 596 p.
- t. 3 qui contient ce qui s'est passé depuis Frédéric Premier jusqu'à Joseph, 1731, 496 p.
- t. 3. Seconde partie, qui contient le commencement du règne de Charles  jusques & y compris l'année 1718, 1731, 384 p.
- t. 3. Troisième partie, qui contient la suite du règne de Charles VI jusques à présent, 1731, 344 p.
- t. 4 qui contient l'empire moderne, & le changement qui y est arrivé, 1731, 446 p.
- t. 5 qui contient l'état particulier des Électeurs, princes, villes & autres membres de l'Empire, 1731, 390 p.
- t. 6 qui contient la suite de l'état particulier des Électeurs, princes, villes & autres membres de l'Empire, 1731, 388 p.
- t. 7 qui contient la Bulle d'Or, & tous les traités de paix, jusques & y compris celui de Riswick, en 1697, 1731, 514 p.
- t. 8 qui contient le traité de Rastatt, en 1714,  & tous les autres traités faits jusqu'à présent, 1731, 568 p.

Une autre édition a été publiée à Paris en 1784, en 2 volumes in-4°, souvent réimprimée, avec des continuations.